# 11169 Alkon
11169 Alkon è un asteroide della fascia principale. Scoperto nel 1998, presenta un'orbita caratterizzata da un semiasse maggiore pari a 2,4558329 au e da un'eccentricità di 0,1912001, inclinata di 3,77777° rispetto all'eclittica.
L'asteroide è dedicato allo studente statunitense Andy L. Alkon.